# Amtsgericht Weilburg

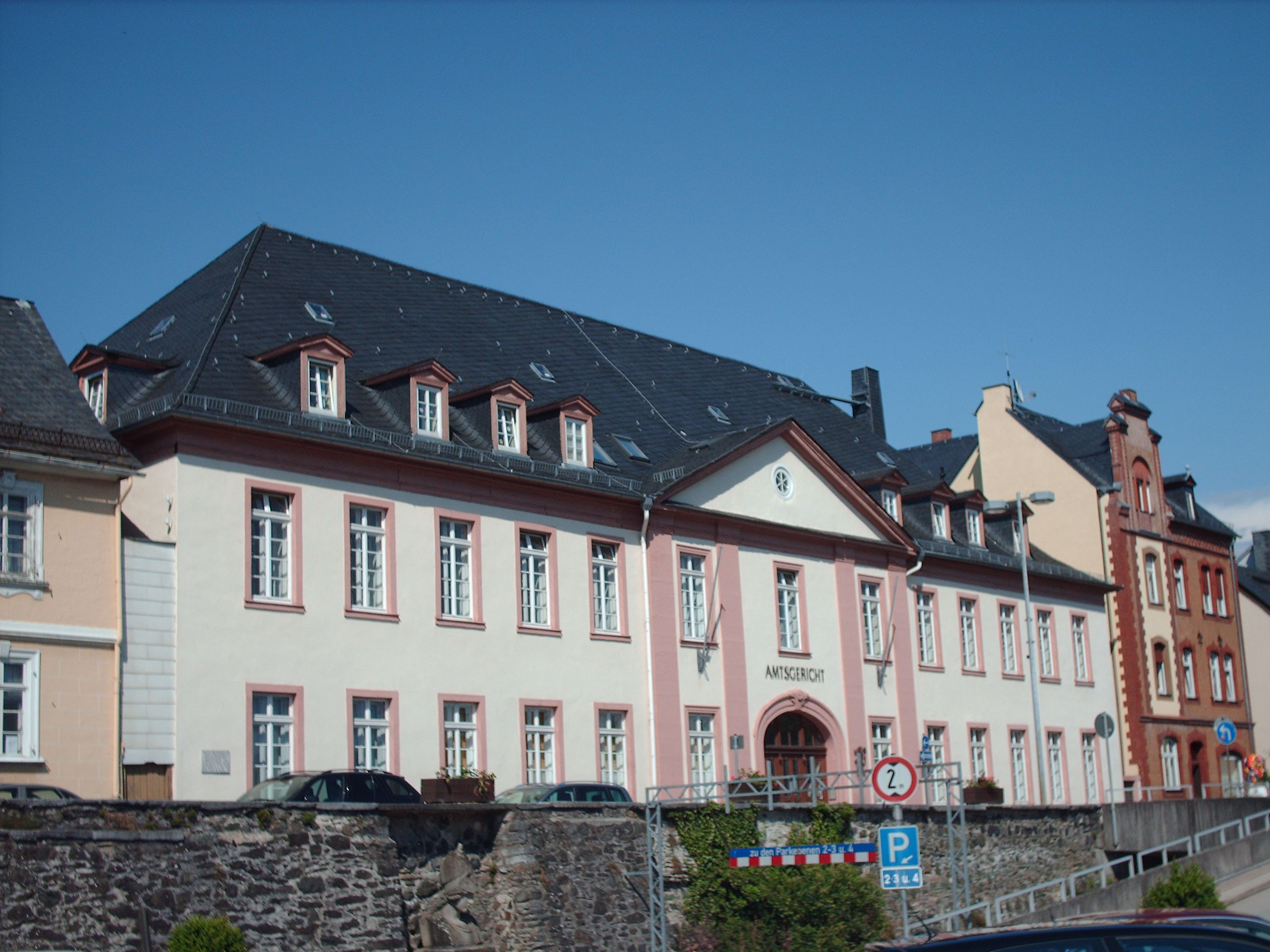
Amtsgericht Weilburg

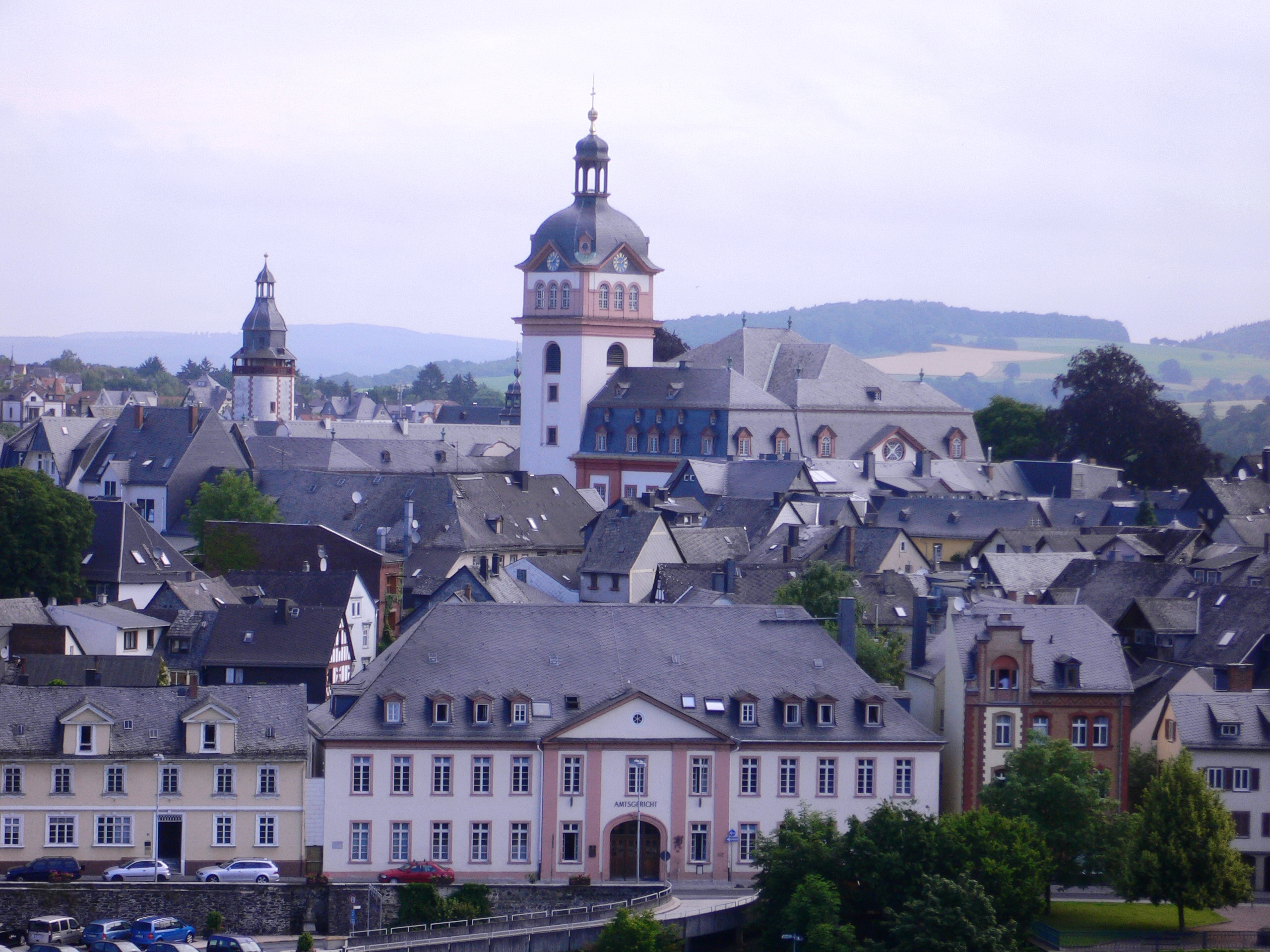
Die Weilburger Altstadt mit Amtsgericht im Vordergrund

Das Amtsgericht Weilburg ist ein Gericht der ordentlichen Gerichtsbarkeit im hessischen Weilburg und eines von vier Amtsgerichten im Bezirk des Landgerichts Limburg.

## Gerichtssitz und Gerichtsbezirk

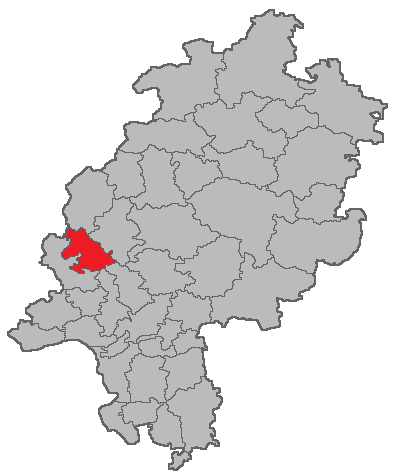
Lage des Amtsgerichtsbezirks Weilburg in Hessen

Seinen Sitz hat das Gericht in der Mauerstraße 25 in Weilburg. Der Gerichtsbezirk umfasst die Kommunen Beselich, Löhnberg, Mengerskirchen, Merenberg, Villmar, Weilburg, Weilmünster und Weinbach.
Das Amtsgericht Weilburg ist ferner zuständiges Familiengericht für die Bezirke der Amtsgerichte Limburg und Hadamar.

## Geschichte
Im Zuge der nach der preußischen Annexion 1866 erfolgten Trennung von Verwaltung und Justiz in den ehemals Herzoglich Nassauischen Ämtern verfügte der preußische Justizminister mit Wirkung zum 1. September 1867 die Gründung eines Amtsgerichts zu Weilburg. Dessen Sprengel war deckungsgleich mit dem gleichzeitig aufgehobenen Amt Weilburg und bestand demnach aus der Stadt Weilburg sowie den Dörfern Ahausen, Allendorf, Altenkirchen, Audenschmiede, Aulenhausen, Barig-Selbenhausen, Bermbach, Dietenhausen, Dillhausen, Drommershausen, Edelsberg, Elkerhausen, Ernsthausen, Essershausen, Freienfels, Gräveneck, Hasselbach, Hirschhausen, Kirschhofen, Kubach, Laimbach, Langenbach, Löhnberg, Lützendorf, Mengerskirchen, Merenberg, Möttau, Niedershausen, Obershausen, Odersbach, Philippstein, Probbach, Reichenborn, Rohnstadt, Selters, Waldhausen, Weilmünster, Weinbach und Winkels. Gehörte dieses Gericht zunächst noch zum Bezirk des Kreisgerichts Dillenburg, wurde es aufgrund des Gerichtsverfassungsgesetzes mit Wirkung zum 1. Oktober 1879 dem Bezirk des neu errichteten Landgerichts Limburg zugeteilt, der Amtsgerichtsbezirk selbst blieb jedoch unverändert.
Mit Wirkung vom 1. Januar 1933 wurden aus dem Bezirk des Amtsgerichts Hadamar die Gemeinde Waldernbach und aus dem Bezirk des Amtsgerichts Rennerod die Gemeinde Rückershausen dem Weilburger Amtsgericht zugewiesen.
Der Ort Philippstein musste dagegen am 1. Mai 1948 an das Amtsgericht Braunfels abgegeben werden.
Zum 1. Juli 1968 erweiterte sich der Amtsgerichtsbezirk Weilburg um den Bezirk des aufgehobenen Amtsgerichts Runkel mit den Gemeinden Arfurt, Aumenau, Blessenbach, Ennerich, Eschenau, Falkenbach, Gaudernbach, Heckholzhausen, Hofen, Langhecke, Laubuseschbach, Münster, Niedertiefenbach, Obertiefenbach, Runkel, Schadeck, Schupbach, Seelbach, Steeden, Villmar, Weyer, Wirbelau und Wolfenhausen sowie um den 20 Jahre lang zum Amtsgericht Braunfels zählenden Ort Philippstein.
Die bislang letzten Sprengeländerungen waren die zum 1. Juli 1974 erfolgte Abgabe der nach Braunfels eingemeindeten Teilorte Altenkirchen und Philippstein an das Amtsgericht Wetzlar und die am 1. Juni 1976 verordnete Zuteilung der Stadt Runkel und des nun zur Gemeinde Selters gehörenden Ortes Münster an den Bezirk des Amtsgerichts Limburg.